# 森泰加特
森泰加特，是匈牙利巴兰尼亚州所辖的一个村。总面积27.78平方公里，总人口422，人口密度15.2人/平方公里（2011年1月1日）。